# Eu Tenho, Você Não Tem!
Eu Tenho, Você Não Tem! foi um comercial de televisão veiculado no Brasil e produzido em 1992 para um modelo infantil de tesoura Mundial S.A.. O comercial foi acusado de despertar a inveja entre as crianças. Durante a peça publicitária, considerada um sucesso comercial, havia um menino na dizendo em tom de desdém: -- "Eu tenho, você não tem!", enquanto mostrava uma tesoura escolar da Mundial com desenho do Mickey Mouse. A agência DM9 foi a responsável pela campanha publicitária, que acabou sendo proibida pelo CONAR, devido a inúmeras reclamações de consumidores.

## Leituras adicionais
- Versuti, Andrea Cristina. Eu tenho, você não tem: o discurso publicitário infantil e a motivação ao consumo.